# Liga Saesa 2016
La Temporada 2016 de la Liga Saesa será la número 18 edición de la historia de la competición chilena de básquetbol. El campeonato comenzará el 23 de abril de 2016. Se disputará con 8 equipos de las regiones de La Araucanía, Los Ríos y Los Lagos. El formato será todos contra todos en 2 ruedas dando paso a los play off, y a un cuadrangular final. El campeón de la Segunda División de la Liga Saesa será campeón de esta categoría y ascenderá a la primera, mientras que el último de la primera división desciende a la segunda respectivamente. El ganador y subcampeón participaran de un cuadrangular de copa Chile donde se enfrentaran a los primeros 2 equipos de la libcentro.

## Antecedentes
Esta será la primera temporada en que la conocida marca Spalding será el balón oficial de la Liga Saesa durante todo el torneo.
En esta temporada ya no se contara con la presencia de las animas de valdivia por haber descendido de división en la temporada 2015 y en su lugar A.B Temuco Ñielol ascendido desde la segunda división. 
En este año, el club Español de Osorno y el club de Segunda CD Osorno se unieron para participar como un solo club en esta temporada, llamado Osorno CD Español.

## Sistema de campeonato
La temporada comienza con la fase regular, play off, y cuadrangular final. A su vez la fase regular está dividida en primera rueda y segunda rueda.

### Fase regular
En primera instancia la temporada regular se dividirá en 2 ruedas enfrentándose todos contra todos en partidos de ida y vuelta, de esta manera se escogerán los equipos que clasifican a play off. Tras finalizar la fase regular los 2 mejores equipos sin franquicia clasificados para la Liga Nacional 2016-2017 son C.D. Español Osorno y CEB Puerto Montt.

### Play Off
Se jugaran al mejor de 3 partidos en el formato 1-2 a partir del sábado 13 de agosto y finalizara el Domingo 21 del mismo mes. Los 8 equipos se ordenaran dependiendo la tabla de temporada regular, el primero se enfrentara al octavo formando la primera llave, el segundo con el séptimo formando la segunda llave y así hasta formar las 4 parejas, luego los 4 ganadores de las llaves disputarán un cuadrangular final.

### Cuadrangular Final
Esta será la última fase del torneo de primera división de Liga Saesa 2016, tendrá comienzo del día 4 de septiembre, finalizando el 6 del mismo mes.
El formato para este cuadrangular será de todos contra todos tomando como referencia la tabla de temporada regular, el primero jugara con el cuarto y el segundo con el tercero. De esta manera, el club que saque la mejor puntuación en sus 3 partidos será el ganador.
En esta temporada ya no serán permitidos jugadores extranjeros como en versiones anteriores en la fase del Cuadrangular Final. 
Al finalizar tendremos al campeón de primera división 2015, los 2 clasificados para disputar la Copa Chile 2016.

## Equipos participantes
Se enfrentaran equipos de 3 regiones. 8 equipos darán vida a esta temporada, estas son La Araucanía, Los Ríos y Los Lagos. En esta temporada se cuenta con la presencia del club A.B. Temuco Ñielol, ya que en el torneo de segunda división de 2015 salió campeón. Por su parte, el club C. D. Las Animas de valdivia descendió de categoría, por lo cual en esta temporada 2016-2017 jugara la Temporada 2016 de segunda división Liga Saesa.
| Nombre               | Ciudad       | Cancha                                               |
| -------------------- | ------------ | ---------------------------------------------------- |
| C.D. Español Osorno  | Osorno       | Gimnasio Español y Gimnasio Maria Gallardo Arismendi |
| CDS Puerto Varas     | Puerto Varas | Coliseo Municipal de Puerto Varas                    |
| Club Deportes Castro | Castro       | Gimnasio Fiscal de Castro                            |
| ABA Ancud            | Ancud        | Gimnasio Fiscal de Ancud                             |
| Deportivo Valdivia   | Valdivia     | Coliseo Antonio Azurmendy                            |
| CEB Puerto Montt     | Puerto Montt | Gimnasio Municipal Mario Marchant Binder             |
| C.D. Alemán          | Puerto Varas | Colegio Alemán                                       |
| A.B. Temuco Ñielol   | Temuco       | Coliseo Universidad Autónoma Temuco                  |

| Pos. | Descendidos en la Liga SAESA 2015 |
| ---- | --------------------------------- |
| 8º   | C. D. Las Animas                  |

| Pos. | Ascendidos desde Temporada 2015 de segunda división Liga Saesa |
| ---- | -------------------------------------------------------------- |
| 1º   | A.B. Temuco Ñielol                                             |

## Tabla General
Clave: Pts: Puntos; PJ: Partidos jugados; PG: Partidos ganados; PP: Partidos Perdidos; Dif: diferencia puntos a favor y en contra.
Fecha de actualización: 10 de agosto de 2016
| Pos | Equipo                  | Pts | PJ | PG | PP | Dif  |
| --- | ----------------------- | --- | -- | -- | -- | ---- |
| 1   | C. D. Español Osorno    | 26  | 14 | 12 | 2  | 166  |
| 2   | C. D. Deportes Valdivia | 25  | 14 | 11 | 3  | 168  |
| 3   | CEB Puerto Montt        | 22  | 14 | 8  | 6  | 28   |
| 4   | Club Deportes Castro    | 22  | 14 | 8  | 6  | -30  |
| 5   | cdsc Puerto Varas       | 20  | 14 | 6  | 8  | -40  |
| 6   | ABA Ancud               | 19  | 14 | 5  | 9  | -9   |
| 7   | C. D. AB. Temuco Ñielol | 18  | 14 | 4  | 10 | -112 |
| 8   | C. D. Col. Alemán       | 16  | 14 | 2  | 12 | -171 |

### Primera Rueda-Temporada regular
| CEB Puerto Montt        | 81-78 | Español de Osorno | Gimnasio municipal        | 23 de abril |
| C. D. Deportes Valdivia | 95-78 | ABA Ancud         | Coliseo Antonio Azurmendy | 23 de abril |
| cdsc Puerto Varas       | 77-78 | A.B Temuco Ñielol | Gimnasio Municipal        | 23 de abril |
| Club Deportes Castro    | 83-75 | C.D. Alemán       | Gimnasio municipal        | 23 de abril |

| Español de Osorno | 87-64 | Club Deportes Castro    | Gimnasio Español | 30 de abril |
| ABA Ancud         | 65-76 | cdsc Puerto Varas       | Gimnasio Fiscal  | 30 de abril |
| C.D. Alemán       | 47-71 | C. D. Deportes Valdivia | Gimnasio Fiscal  | 30 de abril |
| A.B Temuco Ñielol | 73-86 | CEB Puerto Montt        | Gimnasio UFRO    | 30 de abril |

| A.B Temuco Ñielol    | 71-76 | Español de Osorno       | Gimnasio UFRO      | 7 de mayo   |
| Club Deportes Castro | 69-72 | C. D. Deportes Valdivia | Gimnasio Fiscal    | 9 de julio  |
| CEB Puerto Montt     | 65-61 | ABA Ancud               | Gimnasio Municipal | 20 de junio |
| C.D. Alemán          | 81-64 | cdsc Puerto Varas       | Gimnasio municipal | 7 de mayo   |

| Español de Osorno       | 93-57 | C.D. Alemán          | Gimnasio Español          | 14 de mayo |
| cdsc Puerto Varas       | 94-80 | CEB Puerto Montt     | Gimnasio Fiscal           | 14 de mayo |
| C. D. Deportes Valdivia | 93-66 | A.B Temuco Ñielol    | Coliseo Antonio Azurmendy | 14 de mayo |
| ABA Ancud               | 80-72 | Club Deportes Castro | Gimnasio municipal        | 29 de mayo |

| Español de Osorno | 77-62 | cdsc Puerto Varas       | Gimnasio Monumental Maria Gallardo | 21 de mayo  |
| C.D. Alemán       | 81-78 | ABA Ancud               | Gimnasio Fiscal                    | 3 de julio  |
| A.B Temuco Ñielol | 65-80 | Club Deportes Castro    | Gimnasio UFRO                      | 12 de junio |
| CEB Puerto Montt  | 87-82 | C. D. Deportes Valdivia | Gimnasio municipal                 | 21 de mayo  |

| ABA Ancud               | 79-77 | A.B Temuco Ñielol | Gimnasio municipal        | 28 de mayo |
| Club Deportes Castro    | 87-79 | cdsc Puerto Varas | Gimnasio Fiscal           | 28 de mayo |
| C.D. Alemán             | 51-68 | CEB Puerto Montt  | Gimnasio municipal        | 28 de mayo |
| C. D. Deportes Valdivia | 73-78 | Español de Osorno | Coliseo Antonio Azurmendy | 28 de mayo |

| cdsc Puerto Varas | 72-87 | C. D. Deportes Valdivia | Gimnasio municipal | 4 de junio |
| A.B Temuco Ñielol | 85-75 | C.D. Alemán             | Gimnasio UFRO      | 4 de junio |
| CEB Puerto Montt  | 73-60 | Club Deportes Castro    | Coliseo Municipal  | 4 de junio |
| Español de Osorno | 83-78 | ABA Ancud               | Gimnasio Español   | 4 de junio |

### Segunda Rueda-Temporada regular
| Español de Osorno | 77-65 | CEB Puerto Montt        | Gimnasio Español   | 11 de junio |
| ABA Ancud         | 84-93 | C. D. Deportes Valdivia | Gimnasio Fiscal    | 11 de junio |
| A.B Temuco Ñielol | 62-66 | cdsc Puerto Varas       | Gimnasio UFRO      | 11 de junio |
| C.D. Alemán       | 66-76 | Club Deportes Castro    | Gimnasio municipal | 11 de junio |

| Club Deportes Castro    | 66-74 | Español de Osorno | Gimnasio municipal        | 10 de julio |
| cdsc Puerto Varas       | 73-71 | ABA Ancud         | Gimnasio Fiscal           | 18 de junio |
| C. D. Deportes Valdivia | 87-75 | C.D. Alemán       | Coliseo Antonio Azurmendy | 10 de julio |
| CEB Puerto Montt        | 70-75 | A.B Temuco Ñielol | Gimnasio Municipal        | 18 de junio |

| Español de Osorno       | 89-74 | A.B Temuco Ñielol    | Gimnasio Monumental Maria Gallardo | 9 de julio  |
| C. D. Deportes Valdivia | 83-48 | Club Deportes Castro | Coliseo Antonio Azurmendy          | 31 de julio |
| ABA Ancud               | 92-82 | CEB Puerto Montt     | Gimnasio Municipal                 | 25 de junio |
| cdsc Puerto Varas       | 73-60 | C.D. Alemán          | Gimnasio municipal                 | 25 de junio |

| C.D. Alemán          | 57-90 | Español de Osorno       | Gimnasio Municipal | 17 de julio |
| CEB Puerto Montt     | 73-58 | cdsc Puerto Varas       | Gimnasio Fiscal    | 27 de junio |
| A.B Temuco Ñielol    | 64-94 | C. D. Deportes Valdivia | Gimnasio UFRO      | 6 de agosto |
| Club Deportes Castro | 75-74 | ABA Ancud               | Gimnasio municipal | 27 de junio |

| cdsc puerto varas       | 85-83 | Español de Osorno | Gimnasio Municipal        | 2 de julio |
| ABA Ancud               | 91-73 | C.D. Alemán       | Gimnasio Fiscal           | 2 de julio |
| Club Deportes Castro    | 82-71 | A.B Temuco Ñielol | Gimnasio Fiscal           | 2 de julio |
| C. D. Deportes Valdivia | 82-79 | CEB Puerto Montt  | Coliseo Antonio Azurmendy | 2 de julio |

| A.B Temuco Ñielol | 70-81 | ABA Ancud               | Gimnasio UFRO                      | 16 de julio |
| cdsc Puerto Varas | 89-91 | Club Deportes Castro    | Gimnasio Fiscal                    | 16 de julio |
| CEB Puerto Montt  | 70-61 | C.D. Alemán             | Gimnasio municipal                 | 16 de julio |
| Español de Osorno | 84-76 | C. D. Deportes Valdivia | Gimnasio Monumental Maria Gallardo | 7 de agosto |

| C. D. Deportes Valdivia | 84-73 | cdsc Puerto Varas | Coliseo Antonio Azurmendy | 30 de julio |
| C.D. Alemán             | 83-86 | A.B Temuco Ñielol | Colegio Alemán            | 30 de julio |
| Club Deportes Castro    | 82-77 | CEB Puerto Montt  | Coliseo Municipal         | 30 de julio |
| ABA Ancud               | 73-79 | Español de Osorno | Gimnasio Fiscal           | 30 de julio |

### Primera Rueda Play-Off
| A.B Temuco Ñielol | 69-83 | C. D. Deportes Valdivia | Gimnasio UFRO               | 13 de agosto |
| ABA Ancud         | 91-73 | CEB Puerto Montt        | Gimnasio Fiscal             | 13 de agosto |
| C.D. Alemán       | 66-89 | Español de Osorno       | Colegio Alemán Puerto Varas | 13 de agosto |
| cdsc Puerto Varas | 89-74 | Club Deportes Castro    | Gimnasio Fiscal             | 13 de agosto |

| C. D. Deportes Valdivia | 92-55 | A.B Temuco Ñielol | Coliseo Antonio Azurmendy          | 20 de agosto |
| CEB Puerto Montt        | 77-72 | ABA Ancud         | Gimnasio Lota                      | 20 de agosto |
| Español de Osorno       | 87-63 | C.D. Alemán       | Gimnasio Monumental Maria Gallardo | 20 de agosto |
| Club Deportes Castro    | 75-78 | cdsc Puerto Varas | Gimnasio Fiscal                    | 20 de agosto |

| C. D. Deportes Valdivia | -     | A.B Temuco Ñielol | Coliseo Antonio Azurmendy          | 21 de agosto |
| CEB Puerto Montt        | 94-74 | ABA Ancud         | Gimnasio Lota                      | 21 de agosto |
| Español de Osorno       | -     | C.D. Alemán       | Gimnasio Monumental Maria Gallardo | 21 de agosto |
| Club Deportes Castro    | -     | cdsc Puerto Varas | Gimnasio Fiscal                    | 21 de agosto |

### Cuadrangular Final
| C. D. Deportes Valdivia | 79-61 | CEB Puerto Montt  | Coliseo Antonio Azurmendy | 2 de septiembre |
| Español de Osorno       | 69-62 | cdsc Puerto Varas | Coliseo Antonio Azurmendy | 2 de septiembre |

| Español de Osorno       | 66-68 | CEB Puerto Montt  | Coliseo Antonio Azurmendy | 3 de septiembre |
| C. D. Deportes Valdivia | 87-68 | cdsc Puerto Varas | Coliseo Antonio Azurmendy | 3 de septiembre |

| CEB Puerto Montt        | 68-53 | cdsc Puerto Varas | Coliseo Antonio Azurmendy | 4 de septiembre |
| C. D. Deportes Valdivia | 77-72 | Español de Osorno | Coliseo Antonio Azurmendy | 4 de septiembre |

Campeón
| C. D. Deportes Valdivia 2º título |